# Radek Procházka (paraolimpijczyk)
Radek Procházka (ur. 9 czerwca 1985) – czeski niepełnosprawny sportowiec uprawiający boccię, startujący w kategorii BC4. Dwukrotny medalista paraolimpijski.
Pochodzi z Kladna. Od najmłodszych lat uprawiał szachy, jednak w 1994 roku został potrącony przez samochód i uległ sparaliżowaniu. Podczas pobytu w szpitalu pierwszy raz zetknął się z boccią (gra w boccię była jednym z elementów rehabilitacji). Dyscyplinę tę zaczął trenować w 2002. Od początku jego trenerami są Jaroslav Hantl i Martina Vránová. Ukończył finanse na uniwersytecie Mendla w Brnie.
Na paraolimpiadzie w Pekinie w 2008 roku występował w zawodach indywidualnych i w parach (podobnie jak w Londynie cztery lata później). W tych pierwszych nie poszło mu najlepiej, gdyż odpadł w fazie grupowej (zwycięstwo z Hiszpanką Maríą Baixauli i dwie porażki z Chinką Qi Cuifang i z Brazylijczykiem Eliseu dos Santosem). Jego partnerem w zawodach par był Ladislav Kratina. Para czeska przegrała w fazie grupowej tylko z Portugalczykami Pereirą i Valentimem i uzyskała awans do półinału. Tam przegrali z późniejszymi mistrzami z Brazylii, czyli parą dos Santos/Pinto. W meczu o brązowy medal pokonali jednak hiszpańską parę Baixauli/Dueso. 
W 1/8 finału w Londynie wygrał z Hiszpanem Dueso, jednak w ćwierćfinale przegrał z Chińczykiem Zhengiem Yuansenem. W turnieju o miejsca 5-8 zajął szóste miejsce. W zawodach par wystąpił tym razem z Leošem Laciną. W fazie grupowej zajęli drugie miejsce, podobnie jak cztery lata temu ulegając parze dos Santos/Pinto. W półfinale pokonali parę kanadyjską Dispaltro/Vandervies, by w finale ponownie przegrać z rywalami z grupy, czyli dos Santosem i Pinto.
Oprócz ojczystego języka czeskiego zna angielski i niemiecki.